# グリッサンド
グリッサンド （伊: glissando）またはグリッサンド奏法 は、一音一音の音高を区切ることなく、隙間なく滑らせるように流れるように音高を上げ下げする演奏技法をいう。演奏音を指しグリッサンドという場合もあり、演奏音は滑奏音とも呼ばれる。
グリッサンド奏法を、主に旋律の表現のために使う場合はポルタメントと呼ばれる。ただし区別として、ポルタメントが次の音に移る瞬間に素早く移動するのに対し、グリッサンドでは前の音から一定の時間をかけてほぼ等速で移行する。
打楽器で連続的に音をだす技法をグリッサンドと呼ぶ場合もある。

## 記譜の方法

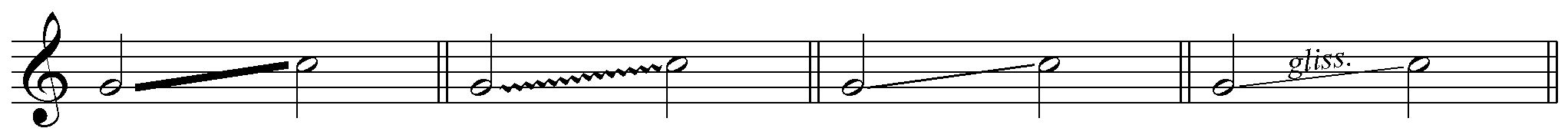
グリッサンドの記譜法の例

グリッサンドの記譜方法はいくつかの種類がある。
- 開始音と到達音を直線、あるいは波線で結ぶ。到達音がないグリッサンドの場合、直線、波線の方向で上昇、下降を演奏者に伝える。
- 上記にグリッサンドを示す" gliss. "の指示を加える。
- 実際に演奏される音を全て書いてスラーで結び" gliss. "の指示を加える。

## 奏法
ピアノなど鍵盤楽器の多くや、木琴などの鍵盤打楽器、ハープのように、半音の間の音を演奏できない楽器の場合には、聴覚上すばやい音階奏と何らかわりはない。一方、ヴァイオリン、胡弓といったフレットを持たない有棹楽器やトロンボーンなどにおいては、半音の間の音を滑らせることができる。木管楽器は、全音階もしくは半音階によって行う場合、アンブシュアを変化させて音程を変える場合があり、それらの混合によってグリッサンドを表現する。木管楽器の中で、クラリネットは、音域の制限があるものの、指を滑らせる奏法によって完全なグリッサンドが可能である。トランペットなどのバルブを備えた金管楽器では、管の伸縮によってある程度半音の間の音を滑らせることができる。金管楽器の中でホルンだけは自然倍音を急速に移動する独特なグリッサンドがある。ギター、マンドリンなどのフレットを備えた撥弦楽器では、チョーキングなどによって行うことができる。ティンパニでは、ペダル機構によって実現される。初期の電子楽器オンド・マルトノはリボンの操作によって、現在のシンセサイザーはピッチベンダーなどの装置により実現される。太鼓やコンガなど、音高を明確に感じない打楽器でも、その変化を示すことが可能である。
ピアノやチェレスタなどの鍵盤楽器の場合、爪を鍵盤上で滑らせて演奏する。また、この場合でも黒鍵と白鍵のどちらかで行い、間の半音は演奏しない。
箏では高音から低音へのグリッサンドを「連」、逆を「引き連」、高音から低音へ食指と中指の爪裏を交互に使うグリッサンド技法を「裏連」という。
エレキギターでは右手でミュートして弦を押さえた状態でフレット上で指をスライドさせながらピッキングする演奏技法をスライドグリッサンド（またはトレモログリッサンド、クロマチック・ラン奏法ともいう）と呼び、1960年代のエレキギターブームでは「テケテケサウンド」と称して流行していた（ベンチャーズ参照）。
また、ヴァイオリンなどの弦楽器には、指を弦に軽く触れた状態で滑らせることで、急速に倍音列を上下する「ハーモニクス・グリッサンド」と呼ばれる奏法がある。
コンガではヘッドに指を押し当て摩擦させる事でグリッサンドを行う(ムースコールとも呼ばれる)。

## グリッサンドが使用されている楽曲
- ガーシュウィン　『ラプソディ・イン・ブルー』　　冒頭にクラリネットの上昇グリッサンド
- ベルリオーズ　『幻想交響曲』第5楽章　　フルートとオーボエの下降グリッサンド
- 矢代秋雄　『交響曲』第4楽章　　展開部でトロンボーンの下降グリッサンド
- バルトーク・ベーラ　『管弦楽のための協奏曲』第5楽章　　ペダルを利用したティンパニのグリッサンド
- ストラヴィンスキー　『火の鳥』　　「序奏」に弦楽器のハーモニクス・グリッサンド
- ベンジャミン・ブリテン 『青少年のための管弦楽入門』 コントラバスソロ内での二度の上昇グリッサンド
- 藤家虹二　『きょうりゅうがまちにやってきた』　　クラリネットの上昇・下降グリッサンド
- 小柳ルミ子歌唱の歌謡曲　『瀬戸の花嫁』　　伴奏でコンガの上昇・下降グリッサンド
- 森田真奈美 (ジャズピアニスト)　ニュース番組報道ステーション「I am」 冒頭の下降グリッサンド
- NARGO Paradise Has No Border
- 吹奏楽版「宝島」　　　サビの伴奏でホルンが二段回上昇グリッサンド